# Itarissa
Itarissa is een geslacht van rechtvleugeligen uit de familie sabelsprinkhanen (Tettigoniidae). De wetenschappelijke naam van dit geslacht is voor het eerst geldig gepubliceerd in 1869 door Walker.

## Soorten
Het geslacht Itarissa omvat de volgende soorten:
- Itarissa abreviata Piza, 1950
- Itarissa amazonica Rehn, 1917
- Itarissa boraceana Piza, 1950
- Itarissa coriacea Pictet, 1888
- Itarissa costaricensis Rehn, 1917
- Itarissa crassa Rehn, 1917
- Itarissa crenulata Brunner von Wattenwyl, 1891
- Itarissa curvinervis Brunner von Wattenwyl, 1891
- Itarissa ferreirai Piza, 1973
- Itarissa flavolimbata Brunner von Wattenwyl, 1891
- Itarissa intermedia Piza, 1950
- Itarissa laurinifolia Walker, 1869
- Itarissa navimontana Piza, 1980
- Itarissa nitidula Brunner von Wattenwyl, 1878
- Itarissa opaca Brunner von Wattenwyl, 1891
- Itarissa pedritosilvai Piza, 1972
- Itarissa peruviana Rehn, 1917
- Itarissa puncturata Piza, 1950
- Itarissa rectinervis Brunner von Wattenwyl, 1891
- Itarissa simplex Scudder, 1875
- Itarissa singularis Piza, 1950
- Itarissa splendens Brunner von Wattenwyl, 1891
- Itarissa subcrenulata Hebard, 1927